# Kunsang Paljor
Kunsang Paljor (en tibétain : ཀུན་བཟང་དཔལ་འབྱོར, Wylie : kun bzang dpal 'byor ; 1941 à Tanag Lholing, Shigatsé, au Tibet - 6 août 2003 à Dharamsala en Inde) est un journaliste et député tibétain qui s'est exilé en Inde en 1969.

## Biographie
Kunsang Paljor est né en 1941 à Tanag Lholing, Shigatsé au Tibet. À la suite du soulèvement tibétain de 1959, les biens de sa famille sont confisqués, et son père est condamné à 20 ans de prison. Ses parents, Dodrak et Choekyi, sont décédés à la suite de thamzing (séances de lutte) durant la révolution culturelle.
Paljor commence à étudier le tibétain à l'âge de 9 ans, et à 14 ans, il est envoyé de force dans les écoles des minorités de Pékin, Shanghai et Landu pour y étudier la politique chinoise.
Il a 16 ans quand il est envoyé à Pékin en 1956. Il est endoctriné pendant 6 ans. L'endoctrinement est dirigé en premier lieu contre la religion. 
À son retour au Tibet en 1961, il travaille en tant que journaliste au Tibet Daily, un organe de presse communiste au Tibet. Il y travaille pendant 7 ans. Il reçoit un salaire confortable, mais ne peut supporter les souffrances et les privations de ses compatriotes. C'est pourquoi il s'enfuit en Inde en 1969. 
Après son exil en Inde, il travaille pour le gouvernement tibétain en exil et le Research & Analysis Centre. Il est membre du comité exécutif du Congrès de la jeunesse tibétaine de 1974 à 1976. Il est également un membre exécutif du Parti démocratique national du Tibet.
Il a écrit un livre sur la révolution culturelle au Tibet.
Il représente l'U-Tsang lors des  6e (1976-1979) et 7e (1979-1982) assemblées du Parlement tibétain en exil,.
Il est membre fondateur de l'Association des journalistes tibétains en exil et journaliste (senior reporter) de la radio Voice of Tibet.
Sa femme, ses 3 fils et sa fille lui survivent.

## Publications
- Tibet, the undying flame, Information & Publicity Office of His Holiness the Dalai Lama, 1977
- “Timely Rain”: A Timely Deceit, a piece of the translation of “Tibet: The Undying Flame” , Tibetan Review, novembre 1974
- The Trial and punishment of the Panchen Lama, Tibetan Review, novembre 1980

## Autre lecture
- Tibetan Review, Obituary: Kunsang Paljor (1941-2003), septembre 2003